# Gladiolus hajastanicus
Gladiolus hajastanicus là một loài thực vật có hoa trong họ Diên vĩ. Loài này được Gabrieljan mô tả khoa học đầu tiên năm 2001.